# Hyalurga vinosa
Hyalurga vinosa är en fjärilsart som beskrevs av Dru Drury 1773. Hyalurga vinosa ingår i släktet Hyalurga och familjen björnspinnare. Inga underarter finns listade i Catalogue of Life.